# 몹 닥터
몹 닥터(The Mob Doctor)는 2012년 9월 17일부터 2013년 1월 7일까지 FOX에서 방영된 드라마이다.

## 캐스트
- 조더나 스피로 - 그레이스 데블린
- 윌리엄 포사이스 - 콘스턴틴 알렉산더
- 플로리아나 리마 - 로사 킨테로
- 자크 길퍼드 - 브렛 로빈슨
- 제이미 리 커치너 - 올리비아 왓슨
- 젤코 이바네크 - 스태퍼드 화이트
- 제임스 카피넬로 - 프랭코
- 제시 리 소퍼 - 네이트 데블린
- 웬디 마케나 - 대니엘라 데블린
- 마이클 래퍼포트 - 모레티
- 케빈 코리건 - 티투스 아마토
- 테리 키니 - 돈테 아마토
- 쇼레 아그다슐루 - 자야나 베일러 박사